# Ерік (герцог Вестманландський)
Ерік Шведський, герцог Вестманландський (нім. Erik av Sverige, hertig av Västmanland, при народженні Ерік Густав Людвіг Альберт Шведський і Норвезький (нім. Erik Gustaf Ludvig Albert av Sverige och Norge; 20 квітня 1889, палац Дроттнінгхольм — 20 вересня 1918, Палац Дроттнінгхольм) — принц Шведський і Норвезький з династії Бернадотов, молодший син короля Густава V і Вікторії Баденської, герцог Вестманландський.

## Біографія
Принц Ерік Густав Людвіг Альберт Шведський і Норвезький народився 20 квітня 1889 року в Королівському палаці в Стокгольмі в сім'ї наслідного принца Густава, сина короля Оскара II та Софії Нассауської, та Вікторії Баденської, дочки Великого герцога Баденського Фрідріха та Луїзи. Став наймолодшою дитиною в сім'ї, у нього вже були два старші брати, Густав і Вільгельм. Ерік з дитинства страждав на епілепсію і був розумово відсталою дитиною. Точні причини захворювання не були відомі, але можливо він отримав травми при народженні. Принца описували як гарну дитину, він цікавився спортом.
Через своє захворювання принца рідко можна було побачити на публіці, він вів тихе життя далеко від громадськості, схоже на життя принца Джона Великобританського, який також страждав на епілепсію. Ерік не виконував жодних королівських обов'язків, був присутнім на всіх офіційних фотографіях, будучи членом королівської родини. Для принца в 1907—1909 роках було збудовано окрему резиденцію Germaniavägen у Юрсхольмі, на півночі від Стокгольма.
Про Еріка дбали багато придворних, які несли відповідальність за нього та його братів. Однією з них була Луїза Рінман, гувернантка королівських дітей, яка опікувалася Еріком до кінця його життя. Кожні два тижні принцу дозволяли виїжджати до столиці, його можна було побачити в опері.
З 1917 року принц став скаржитися, що живе в ізоляції від других. У сім'ї було ухвалено рішення перевезти принца ближче до сім'ї. Ерік помер наступного року від іспанки у палаці Дроттнінгхольм. Його батьки не були поруч із ним у момент смерті. За офіційними джерелами, смерть принца стала великим горем для сім'ї. Похований у церкві Ріддархольмена. Його колишня резиденція Germaniavägen знаходилася у приватній власності до 1960-х років. З 2011 року будівля є резиденцією посла Південно-Африканської Республіки у Швеції.